# 帕拉卡斯紡織

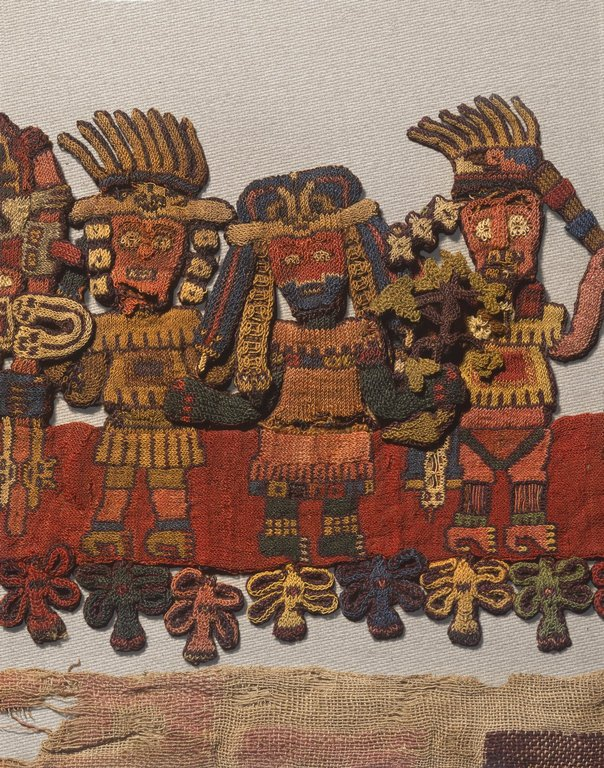
織品局部，現藏於布鲁克林博物馆

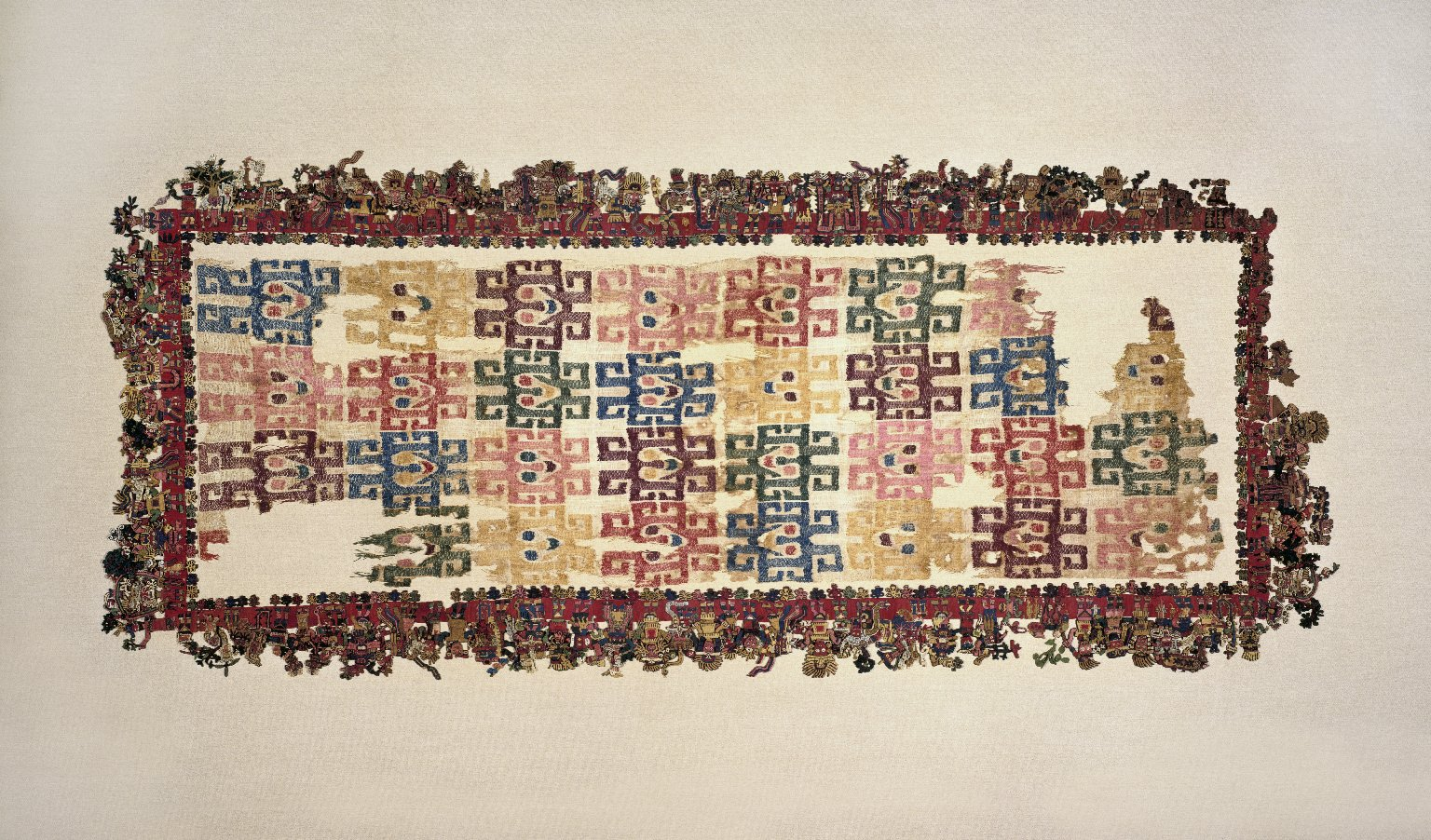
棉花、骆驼纤维披风，藏於布鲁克林博物馆

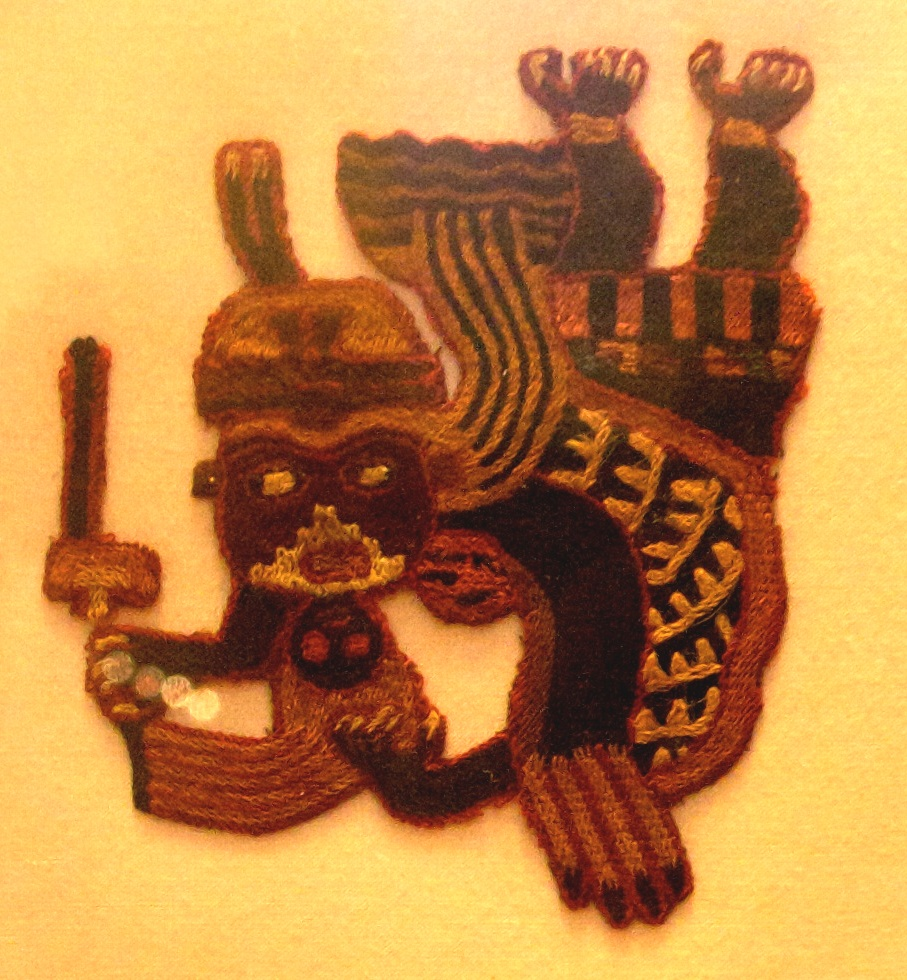
展示刀和头的萨满

帕拉卡斯紡織在1920年代於祕魯墓地中被發現，是西元前300至200年間帕拉卡斯文化的紡織品。墓地中共有420具木乃伊，並以紡織品裹住。
大英博物馆的紡織藏品是飞行的萨满巫师，手持被砍下的头颅的頭髮。

## 簡介
帕拉卡斯紡織比印加帝國早了一千多年出現，紡織品色彩鮮豔，其風格設計獨特。織品的主題通常是超自然生物或萨满，手持人頭，如鳥般飛翔。這可能是神靈、來世的象徵。
紡織的存在代表著該文化有複雜的社會，考古證據表明該文化會使用陶器，還會捕魚、農耕。工匠能將黑曜石加工成刀、將黃金加工成珠寶，還精通複雜的編織。

## 織造
帕拉卡斯紡織以羊駝的毛為原料，並以天然染料染色。通常天然染料會因陽光而褪色，但當地因天氣乾燥而讓紡織品歷經兩千多年仍保有原色。
博物館內展示的紡織品取自裹屍布上的部份，裹屍布全長約100英尺（34公尺），織造時須多人進行。墓穴內的遺體被發現時，以4、50具為一群，可能是數代家庭的共同墓地。

## 發現
帕拉卡斯半島的墓地由胡里奥·特洛於1920年代發現，他在1915年時在皮斯科取得了古代紡織品，並因此開始研究，他於1925年7月26日首次造訪帕拉卡斯文化遺址。
應時任秘鲁总统奥斯卡·贝纳维德斯要求，胡里奥·特洛得在帕拉卡斯區新建博物館以收藏他發現的紡織品，並由洛克菲勒基金會贊助。

## 報導
大英博物馆的帕拉卡斯紡織藏品被選為BBC《大英博物馆100件文物中的世界史》節目的文物之一。